# Антиох XII Дионис
Антио́х XII Диони́с — царь из династии Селевкидов, правитель эллинистического государства Селевкидов в Сирии, младший из пяти сыновей Антиоха VIII Грипа и Трифены.  Правил с 87 по 84 до н. э..
Начало правление Антиоха XII связано с захватом им Дамаска в 87 до н. э., после чего провозгласил себя царем, чью власть признавала южная часть страны. Получая военную помощь от Птолемеев, Антиох организовал ряд набегов на Хасмонеев и набатеев. В 84 до н. э. он начал полномасштабную войну против последних. Поначалу ему сопутствовала удача и войска набатейского царя Ареты III отступали, однако, затем на поле боя появились свежие силы арабов.
Начался бой, в котором Антиох погиб, стараясь выручить часть своего войска, которой грозила опасность. Смерть царя повлекла за собой поражение войска и Арета III смог занять Дамаск и всю Келесирию.